# ميخائيل مورتنسن
ميخائيل مورتنسن (بالدنماركية: Michael Mortensen)‏ هو لاعب كرة مضرب دنماركي، ولد في 12 مارس 1961 في Rigshospitalet Glostrup ‏ في الدنمارك.

## وصلات خارجية
- ميخائيل مورتنسن على موقع رابطة محترفي التنس (الإنجليزية)
- ميخائيل مورتنسن على موقع الاتحاد الدولي لكرة المضرب (الإنجليزية)
- ميخائيل مورتنسن على موقع كأس ديفيز (الإنجليزية)
- ميخائيل مورتنسن على موقع خلاصة التنس.كوم (الإنجليزية)